# Diallus multiguttatus
Diallus multiguttatus là một loài bọ cánh cứng trong họ Cerambycidae.